# Carbonato de amônio
Carbonato de amônio é o composto químico de fórmula (NH4)2CO3 conhecido comercialmente como "sal de amônio" ou "sal volátil".
O carbonato de amônio é produzido pela hidrólise da ureia aplicada ao solo, pela seguinte reação:
CO(NH2)2 + 2 H2O → (NH4)2CO3
O carbonato de amônio, sendo um composto instável, dissocia-se em gás amônia e dióxido de carbono na presença de água. Esta hidrólise completa-se dentro de um a quatro dias.